# Parancylistes
Parancylistes is een kevergeslacht uit de familie van de boktorren (Cerambycidae). De wetenschappelijke naam van het geslacht werd voor het eerst geldig gepubliceerd in 1957 door Breuning.

## Soorten
Parancylistes is monotypisch en omvat slechts de volgende soort:
- Parancylistes pictus Breuning, 1957